# Doesn't Really Matter
〈無關緊要〉（英語：Doesn't Really Matter）是美國黑人女歌手珍娜·傑克森在2000年5月21日發行的單曲，它同時也是電影《隨身變2》的主題曲。〈無關緊要〉在告示牌單曲榜獲得三週冠軍，成為珍娜·傑克森第9首全美冠軍單曲，在英國單曲榜上獲得第5名。

## 歌曲資料

### 單曲簡介
〈無關緊要〉是2000年電影《隨身變2》主題曲，珍娜·傑克森在該片中與艾迪·墨菲分飾男女主角，這部喜劇片在全球寫下了一億七千五百萬的票房佳績。由於《隨身變2》的全球票房告捷，連帶使主題曲〈無關緊要〉的知名度水漲船高。這首單曲除收錄在《隨身變2》電影原聲帶中，亦收錄在珍娜·傑克森隔年的新專輯《珍愛》（英語：All for You）當中。

### 商業成績
〈無關緊要〉在2000年5月21日發行單曲，2000年6月17日進入單曲榜，首週成績為第59名，這首節奏輕快旋律討喜的舞曲在進榜後，名次穩定持續往上攀升，終於在2000年8月26日登上單曲榜榜首。在蟬連了三週冠軍之後，被瑪丹娜的〈音樂聖堂〉請下王座。〈無關緊要〉成為珍娜·傑克森第9首全美冠軍單曲，它在2000年告示牌年終百大單曲榜中排名第18名。〈無關緊要〉在英國單曲榜也打進前五名，最高名次為第5名。

### 獎項評價紀錄
2015年告示牌雜誌遴選每年「Summer Songs」中，〈無關緊要〉被評定為2000年第6名的Summer Songs。同年該雜誌亦遴選「Janet Jackson's Biggest Billboard Hits」，〈無關緊要〉位居第10名。